# 蒙费拉
蒙费拉（法語：Montferrat，法語發音：[mɔ̃fɛʁa]）是法国伊泽尔省的一个市镇，属于拉图尔迪潘区。

## 地理
蒙费拉（45°29'16"N, 5°35'27"E）面积12.26 平方千米，位于法国奥弗涅-罗讷-阿尔卑斯大区伊泽尔省，该省份为法国东南部内陆省份，北起顺时针与安省、萨瓦省、上阿尔卑斯省、德龙省、阿尔代什省、卢瓦尔省和罗讷省。
与蒙费拉接壤的市镇（或旧市镇、城区）包括：圣叙尔皮斯-德里瓦尔、比略、多菲内地区莱萨布雷、帕拉德吕湖村。

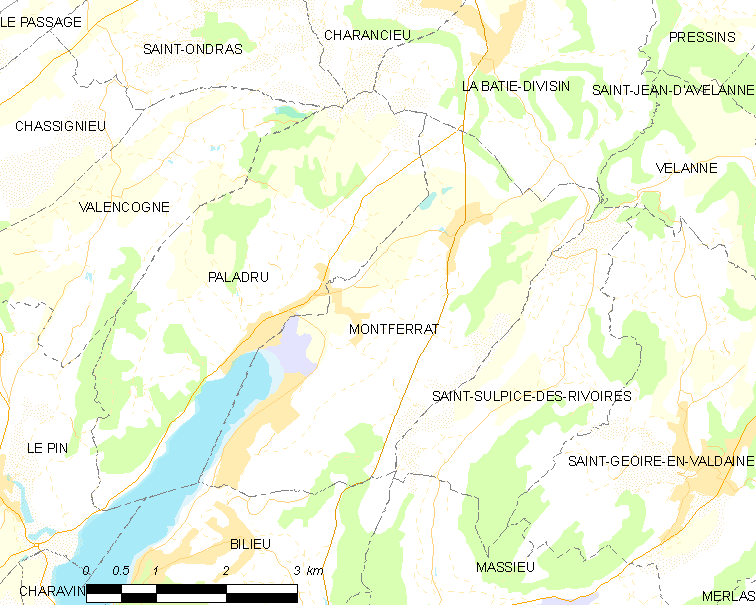
蒙费拉的OSM定位图

蒙费拉的时区为UTC+01:00、UTC+02:00（夏令时）。

## 行政
蒙费拉的邮政编码为38620，INSEE市镇编码为38256。

## 政治
蒙费拉所属的省级选区为大朗斯县。

## 人口

1962-2008年间蒙费拉人口变化图示

蒙费拉于2022年1月1日时的人口数量为1839人。